# Pedobiologia (czasopismo)
Pedobiologia – recenzowane czasopismo naukowe publikujące w dziedzinie pedobiologii. 
Tematyka pisma obejmuje badania nad organizmami glebowymi oraz interakcjami pomiędzy nimi z uwzględnieniem czynników biotycznych i abiotycznych, w szczególności: wpływ działalności organizmów na procesy glebowe, przyczyny bioróżnorodności tych organizmów i jej skutki oraz relacje między zjawiskami powyżej i poniżej poziomu gruntu.
W 2015 roku roczny wskaźnik cytowań czasopisma wynosił 1,535, a pięcioletni 1,947.